# Verbenaceae
Famille
Classification APG III (2009)
Les Verbenaceae (ou Verbénacées) sont une famille de plantes à fleurs dicotylédones de l'ordre des Lamiales. Ce sont des arbres, des arbustes, des plantes herbacées et des lianes, producteurs d'huiles essentielles, largement répandus autour du monde et plus particulièrement dans les zones tropicales et tempérées. Ils supportent les milieux arides mais sont absents du nord et du centre de l'Eurasie.

## Dénomination

### Étymologie
Le nom vient du genre type Verbena, issu du latin. Selon Fournier « Sous-entendu herba, désignant toute plante sacrée servant, dans la Rome antique à "frapper" un traité ; même racine que verberare, frapper ; a désigné ensuite diverses plantes médicinales ou magiques, dont la Verveine ».

### Noms vernaculaires
Toutes sortes de noms sont attachés à la « verveine », sans que l’on sache s’il s’agit toujours de la même plante ou d’un mélange d’herbes de toutes espèces.
La verveine se trouve associée aux dieux selon diverses appellations, notamment gréco-latines : « Dios actis » (lumière de Zeus), Herculanea (Hercule), Persephonion (Perséphone, fille de Zeus et Déméter (Cérès chez les latins) ), Demetrias (Démeter), « sacra herba » (herbe rituelle), hiero bota (de ιερος / iero, sacré et βοτα / bota ; pâturage, « herbe sacrée ») ou « hiera botane » (herbe qui chasse le démon).
Selon André-Julien Fabre, « Le nom de sideritis, militaris ou sanguinari vient attester les indications vulnéraires (c'est-à-dire médicinales) de la verveine ».
On a encore : « herbes d'Héraclès »,, « sang de Mercure », « larmes d’Isis » ou « larmes de Junon ».
Parmi les nombreuses autres appellations des verveines citons : « herbe sacrée », « veine de Vénus », « herbe aux sorcières », « herbe à pigeon », « herbe à tous les maux », « herbe de sang », « herbe de la croix », les deux dernières se référant au sang et à la passion de Jésus-Christ.
En 1597, le botaniste anglais John Gerard (1545-1612) donnait quelques noms anglais des Verbena qu'il nomme « Veruaine »  : « Iunos teares » (Larmes de Junon), « Mercuries moist Bloud » (humide sang de Mercure), « holie herbe » (herbe sainte ou sacrée), « Pigeons grass » (herbe aux pigeons) ou « Columbine » (de Colombes). Pour les deux dernières appellations il ajoute l'explication suivante : « Parce que les pigeons sont ravis de s’y vautrer, tout comme d'en manger, comme l'écrivit Apulée ».

## Classification
Elle comprend environ 3 000 espèces en 90 genres mais les dernières recherches phylogénétiques réduisent les contours de cette famille au profit des Lamiacées, avec entre autres Avicennia incluse dans les Acanthacées. Elle ne comprend plus que les 38 genres suivants, 4 genres ont entre autres migré vers la famille des Lamiacées : Callicarpa, Caryopteris, Clerodendrum, Tectona.
Quelques espèces :
- Aloysia citrodora — Verveine citronnée.
- Lantana camara — Thé de Gambie ou Lantanier
- Verbena officinalis — Verveine officinale

## Liste des genres
Selon World Checklist of Selected Plant Families (WCSP) (8 Jul 2010) :
- Acantholippia Griseb. (1874)
- Aloysia Juss. (1806)
- Baillonia Bocq. ex Baill. (1862)
- Bouchea Cham. (1832)
- Casselia Nees & Mart. (1823)
- Chascanum E.Mey. (1838)
- Citharexylum Mill. ex L. (1753)
- Coelocarpum Balf.f. (1884)
- Dipyrena Hook. (1830)
- Duranta L. (1753)
- Glandularia J.F.Gmel. (1791)
- Hierobotana Briq. (1894)
- Junellia Moldenke (1940)
- Lampaya Phil. ex Murillo (1891)
- Lantana L. (1753)
- Lippia L. (1753)
- Nashia Millsp., Publ. Field Columb. Mus. (1906)
- Neosparton Griseb. (1874)
- Parodianthus Tronc. (1941)
- Petrea L. (1753)
- Phyla Lour. (1790)
- Pitraea Turcz. (1862)
- Priva Adans. (1763)
- Recordia Moldenke (1934)
- Rehdera Moldenke (1935)
- Rhaphithamnus Miers (1870)
- Stachytarpheta Vahl (1804)
- Tamonea Aubl. (1775)
- Urbania Phil. (1891)
- Verbena L. (1753)
- Verbenoxylum Tronc. (1971)
- Xeroaloysia Tronc. (1960)
- Xolocotzia Miranda (1965)

Selon Angiosperm Phylogeny Website (8 Jul 2010) :
- Acantholippia
- Aloysia
- Baillonia
- Bouchea
- Casselia
- Castelia
- Chascanum
- Citharexylum
- Coelocarpum
- Diostea
- Dipyrena
- Duranta
- Glandularia
- Hierobotana
- Junellia
- Lampayo
- Lantana
- Lippia
- Nashia
- Neosparton
- Parodianthus
- Petrea
- Phyla
- Priva
- Recordia
- Rehdera
- Rhaphithamnus
- Stachytarpheta
- Stylodon
- Tamonea
- Urbania
- Verbena
- Verbenoxylum
- Xeroaloysia
- Xolocotzia

Selon NCBI (8 Jul 2010) :
- Acantholippia
- Aloysia
- Bouchea
- Casselia
- Chascanum
- Citharexylum
- Diostea
- Dipyrena
- Duranta
- Glandularia
- Junellia
- Lampayo
- Lantana
- Lippia
- Nashia
- Neosparton
- Parodianthus
- Petrea
- Phyla
- Pitraea
- Priva
- Rehdera
- Rhaphithamnus
- Sphenodesme
- Stachytarpheta
- Stylodon
- Tamonea
- Urbania
- Verbena
- Xeroaloysia

Selon DELTA Angio (8 Jul 2010) :
- Acantholippia
- Adelosa
- Aegiphila
- Aloysia
- Amasonia
- Archboldia
- Asepalum
- Baillonia
- Bouchea
- Burroughsia
- Callicarpa
- Caryopteris
- Casselia
- Chascanum
- Citharexylum
- Clerodendrum
- Coelocarpum
- Cornutea
- Cyclocheilon
- Dimetra
- Diostea
- Dipyrena
- Duranta
- Faradaya
- Garrettia
- Geunsia
- Glandularia
- Glossocarya
- Gmelina
- Hierobotana
- Holmskioldia
- Hosea
- Huxleya
- Hymenopyramis
- Junellia
- Karomia
- Labiatae
- Lampaya
- Lantana
- Lippia
- Monochilus
- Nashia
- Neorapinia
- Neosparton
- Nesogenes
- Oncinocalyx
- Oxera
- Paravitex
- Parodianthus
- Peronema
- Petitia
- Petraea
- Petraeovitex
- Phyla
- Pitraea
- Premna
- Priva
- Pseudocarpidium
- Recordia
- Rehdera
- Rhaphithamnus
- Schnabelia
- Stachytarpheta
- Stylodon
- Surfacea
- Tamonea
- Tectona
- Teijsmanniodendron
- Tetraclea
- Teucridium
- Tsoongia
- Ubochea
- Urbania
- Verbena
- Verbenoxylum
- Vitex
- Viticipremna
- Xeroaloysia
- Xolocotzia

Selon ITIS (8 Jul 2010) :
- Aegiphila Jacq.
- Aloysia Juss.
- Avicennia L.
- Bouchea Cham.
- Callicarpa L.
- Caryopteris Bunge
- Citharexylum L.
- Clerodendrum L.
- Congea Roxb.
- Cornutia L.
- Duranta L.
- Faradaya F. Muell.
- Ghinia
- Glandularia J.F. Gmel.
- Gmelina L.
- Holmskioldia Retz.
- Lantana L.
- Lippia L.
- Nashia Millsp.
- Petitia
- Petitia Jacq.
- Petrea L.
- Phryma L.
- Phyla Lour.
- Premna L.
- Priva Adans.
- Privia
- Stachytarpheta Vahl
- Stylodon Raf.
- Tamonea Aubl.
- Tectona L. f.
- Tetraclea Gray
- Verbena L.
- Vitex L.